# José de Jesús Pozos
José de Jesús Pozos Melano ( Tepatitlán, México; 19 de abril de 1990) es un futbolista mexicano. Juega como defensa en el Reynosa F.C., de la Segunda División de México.

## Clubes
| Club                 | País   | Año             |
| -------------------- | ------ | --------------- |
| Inter de Tehuacán    | México | 2010 - 2012     |
| Club León            | México | 2012 - 2014     |
| Linces de Tlaxcala   | México | 2014            |
| Inter de Acapulco FC | México | 2014 - 2015     |
| Reynosa F.C.         | México | 2015            |
| Potros U.A.E.M       | México | 2015 - presente |

## Palmarés

### Campeonatos nacionales
| Título                  | Equipo      | Sede   | Torneo            |
| ----------------------- | ----------- | ------ | ----------------- |
| Liga Premier de Ascenso | Potros UAEM | México | Apertura 2015     |
| Liga Premier de Ascenso | Potros UAEM | México | Temporada 2015-16 |